# NGC 1115
NGC 1115 est une galaxie lenticulaire située dans la constellation du Bélier. NGC 1115 a été découverte par l'astronome allemand Albert Marth en 1863.

## Caractéristiques
Sa vitesse par rapport au fond diffus cosmologique est de 8 279 ± 16 km/s, ce qui correspond à une distance de Hubble de 122,1 ± 8,6 Mpc (∼398 millions d'al).
À ce jour, trois mesures non basées sur le décalage vers le rouge (redshift) donnent une distance de 169,000 ± 39,661 Mpc (∼551 millions d'al), ce qui est à l'intérieur des valeurs de la distance de Hubble. Notons cependant que c'est avec la valeur moyenne des mesures indépendantes, lorsqu'elles existent, que la base de données NASA/IPAC calcule le diamètre d'une galaxie et qu'en conséquence le diamètre de NGC 1115 pourrait être d'environ 21,3 kpc (∼69 500 al) si on utilisait la distance de Hubble pour le calculer.